# 松井道夫 (政治家)
松井 道夫（まつい みちお、1906年（明治39年）11月1日 - 2014年（平成26年）9月19日）は、日本の弁護士、裁判官、政治家。緑風会所属参議院議員。都市計画家・早稲田大学教授の松井達夫は兄。

## 経歴
新潟県出身。1929年、東京帝国大学法学部法律学科（英法）を卒業し、弁護士となる。
その後、判事に任官。長野地方裁判所、千葉地方裁判所、松山地方裁判所、甲府地方裁判所で判事を務めた。満洲国に転じ、ハルビン地方法院審判官、牡丹江高等法院審判官、チャムス地方法院次長を歴任。帰国後、甲府地方裁判所部長を務めた。
1947年4月、第1回参議院議員通常選挙において全国区に出馬し当選（任期3年）。1950年6月、第2回通常選挙で落選したため、参議院議員を一期のみ務めた。
2014年9月19日老衰のため死去。107歳。死去時点で新潟県の男性最高齢であった。

## 主張
- 尊属殺等重罰規定に反対していた（第一回国会で唯一の反対者だった。平成7年（1995年）に刑法が改正されたとき削除された）[5]。